# Zoltán Jekelfalussy
Zoltán Jekelfalussy (maďarsky jekelfalusi és margitfalvi Jekelfalussy Zoltán) (4. června 1862 Varechovce – 5. února nebo 17. listopadu 1945 Budapešť) byl rakousko-uherský státní úředník a maďarský politik. Jako absolvent práv působil od mládí ve státní správě a zastával nižší funkce na několika ministerstvech v Uhrách. V letech 1917–1918 byl rakousko-uherským guvernérem v Rijece, po zániku monarchie byl aktivní v politice jako člen Horní sněmovny v Maďarsku.

## Životopis

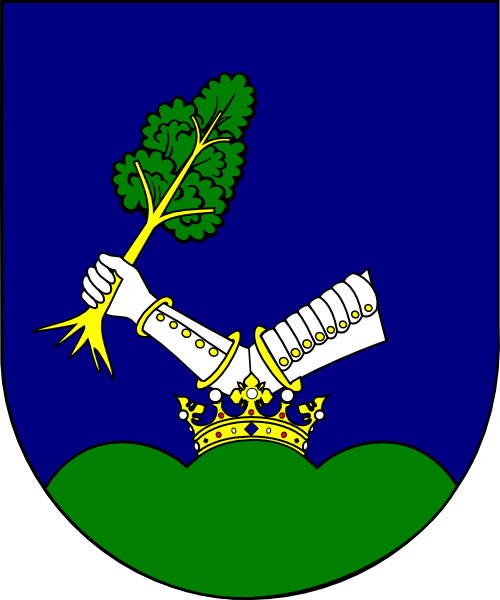
Erb rodu Jekelfalussy

Pocházel ze staré uherské šlechtické rodiny,, byl nejmladším synem Sándora Jekelfalussyho (1823–1882) a jeho manželky Kamily, rozené hraběnky Feštetićové (1825–1903). Studoval práva na univerzitách ve Vídni a Budapešti, začínal jako notář na uherském ministerstvu orby, v roce 1887 získal titul c. k. komořího. Později byl úředníkem na ministerstvu financí, sekčním šéfem na ministerstvu vnitraa nakonec sekčním šéfem na ministerstvu vnitra, kde setrval několik let. V roce 1916 byl pověřen vedením komise pro organizaci korunovace Karla I. uherským králem. Od července 1917 do konce první světové války byl rakousko-uherským guvernérem v Rijece.
Ve funkci guvernéra v Rijece obdržel v roce 1917 titul c. k. tajného rady s nárokem na oslovení Excelence. Ještě v době monarchie se stal členem Sněmovny magnátů, kde mu v roce 1927 bylo potvrzeno doživotní členství. Během svého působení ve státní správě obdržel několik vyznamenání, byl komandérem Řádu sv. Štěpána, rytířem Leopoldova řádu, nositelem Jubilejní pamětní medaile. Za první světové války obdržel Vyznamenání za zásluhy o Červený kříž s válečnou dekorací. Od zahraničních panovníků získal velkokříž bulharského Řádu sv. Alexandra, komandérský kříž španělského Řádu Karla III., německý Řád pruské koruny II. třídy, Řád nizozemského lva a čínského Řádu dvojitého draka II. třídy.
Byl dvakrát ženatý, z druhého manželství s Irmou Balásovou (1868–1937) měl dceru Mariettu (1891–1944), provdanou za Wladimira Rosena.
Jeho starší bratr Lájos (1848–1911) byl rakousko-uherským generálem a v letech 1906–1910 ministrem uherské zeměbrany.